# Mlada Hrvatska (Münster)
Mlada Hrvatska je bio hrvatski emigrantski list.
Izlazio je u Münsteru od 1962.

## Vanjske poveznice i izvori
- Bibliografija Hrvatske revije  Arhivirana inačica izvorne stranice od 20. lipnja 2006. (Wayback Machine) Franjo Hijacint Eterović: Trideset godina hrvatskog iseljeničkog tiska 1945-1975.